# Сократіс Папастатопулос
Сократіс Папастатопулос (грец. Σωκράτης Παπασταθόπουλος; нар. 9 червня 1988, Каламата, Греція) — грецький футболіст, захисник клубу «Олімпіакос» та національної збірної Греції.

## Спортивна кар'єра
Сократіс Папастатопулос почав футбольну кар'єру у складі афінського АЕКа. У команді дебютував 26 жовтня 2005 року в матчі за Кубок Греції проти «Яніни» (3:0), забивши один м'яч. У січні 2006 року відданий у шестимісячну оренду футбольному клубу «Нікі Волу» міста Волос. Після того, як повернувся в АЕК, боровся за місце в основному складі з такими гравцями, як Бруно Чірілло, Вангеліс Морас і Траянос Деллас. 14 травня 2008 року Папастатопулос вивів АЕК на дербі з «Панатінаїкосом» як капітан. Отож Сократіс Папастатопулос став наймолодшим капітаном в історії АЕКа. У серпні 2008 року перейшов в італійський клуб «Дженоа», який заплатив за Сократіса 4 000 000 євро. У команді дебютував 27 вересня 2008 року в матчі проти «Фіорентини».
В липні 2011 року перейшов до «Вердера» на умовах оренди. Угода розрахована на один сезон з можливістю викупу прав на футболіста наступного літа.
В період 2005—2007 років виступав за юнацьку збірну Греції до 19 років. Папастатопулос був капітаном юнацької збірної Греції на чемпіонаті Європи в Австрії в 2007 році. Тоді Греція дійшла до фіналу, де програла Іспанії (1:0). У 2007—2008 роках виступав за молодіжну збірну Греції до 21 року. У кваліфікаційному раунді Чемпіонату світу-2010 провів чотири останні гри. Вперше в національну збірну Греції викликаний тренером Отто Рехагелем 1 лютого 2008 року. У збірній дебютував 5 лютого 2008 в матчі проти Чехії. Учасник Чемпіонату світу 2010 року в ПАР.

## Титули і досягнення
- Чемпіон Італії (1):

«Мілан»: 2010-11
- Володар Кубка Німеччини (1):

«Боруссія» (Дортмунд): 2016-17
- Володар Суперкубка Німеччини (2):

«Боруссія» (Дортмунд): 2013, 2014
- Володар Кубка Англії (1):

«Арсенал»: 2019-20
- Володар Суперкубка Англії (1):

«Арсенал»: 2020
- Чемпіон Греції (2):

«Олімпіакос»: 2020-21, 2021-22